# パーシー・バーナード (国会議員)
パーシー・ブロドリック・バーナード（英: Percy Brodrick Bernard、1844年9月17日 - 1912年7月18日）は、アイルランド出身のイギリス保守党の庶民院議員。
チュアム、キララ、アションリー主教チャールズ・ブロドリック・バーナードとその妻ジェーン・グレイス・ドロテア・フレークの息子として生まれる。第3代バンドン伯爵フランシス・バーナードの甥にあたる。1866年にサウスコーク軽歩兵民兵となった。
1880年にコーク県のバンドン選挙区から連合王国議会の庶民院議員に選出された。同年6月、議員を辞任した。
サフォークのフレックハムで暮らし、67歳で亡くなった。
最初の結婚は1872年4月、イザベル・エマ・ベアトリス・レーンとであり、2回目は1880年2月キャッスルハケットに遺産として8,374-エーカー (33.89 km2)の不動産を持つメアリー・リセイ・カーワンとであった。1900年6月にはスタップレハーストのヘンリー・ホーアの娘エヴァンジェリン・ホーアと結婚した。パーシーの死後、エヴァンジェリンはチャールズ・ヘドリー・ストラットと結婚した。息子のデニス・バーナードはバミューダ総督を務めた。